# Carpina
Carpina is een gemeente in de Braziliaanse deelstaat Pernambuco. De gemeente telt 68.070 inwoners (schatting 2009).
De gemeente grenst aan Tracunhaém, Nazaré da Mata, Buenos Aires, Lagoa de Itaenga, Lagoa do Carro, Paudalho en Limoeiro.